# Légion helvétique
La Légion helvétique est un corps militaire suisse, créé en 1798 par la République helvétique.

## Contexte
En 1798, l'armée française d'Helvétie envahit la Suisse et bat les troupes adverses à la bataille de Grauholz, ce qui lui ouvre les portes de Berne, siège du gouvernement du canton. Ce dernier signe avec la France le « traité de paix et d'alliance offensive et défensive » qui stipule notamment la création d'une armée permanente.

## Création et organisation
Le 4 septembre 1798, le Directoire crée la Légion helvétique, un corps militaire destiné au maintien de l'ordre. Il est composé théoriquement de 1 500 hommes, répartis en quinze compagnies. Le commandement de la légion est confié au général Augustin Keller. Une loi datée du 7 mai 1799 double l'effectif total des troupes, mais en réalité, cette mesure n'est pas appliquée.

## Dissolution
Après la dissolution de la République helvétique par l'Acte de médiation, le gouvernement suisse renonce à mettre sur pied une armée de sûreté de l'ordre public et la Légion helvétique est dissoute en 1803. Cette unité représente néanmoins la première tentative nationale d'un service militaire obligatoire formant une milice dont l'équipement et l'instruction sont uniformisés.